# 2070-е годы
2070-е (две ты́сячи семидеся́тые) го́ды по григорианскому календарю — промежуток времени с 1 января 2070 года по 31 декабря 2079 года, включающий 2070 год 7-го десятилетия   и с 2071 по 2079 годы    8-го десятилетия XXI века 3-го тысячелетия.  Они наступят через 45 лет.

## Ожидаемые события

### 2070 год
- В феврале сообщение METI, названное Teen Age Message, отправленное с 70-метровой радиоантенны П-2500 (РТ-70) на 3-й площадке 40-го Отдельного командно-измерительного комплекса Евпатория, достигнет звезды HD 197076.

### 2072 год
- 20 марта будет открыта капсула времени в хранилище в Стейнбахе, Нью-Джерси.[источник не указан 1273 дня]

### 2075 год
- Полностью восстановится озоновый слой[1].

### 2076 год
- Около 31 мая планетоид Седна, как ожидается, достигнет своего перигелия в ближайшей к Солнцу точке. Ожидаемое расстояние составит 76 а. е., или 76 расстояний от Земли до Солнца. У Седны высокая эллиптическая орбита, что затрудняет её обнаружение, — в афелии высота орбиты составляет 942 а. е. Эта дата может быть изменена, так как орбита Седны всё ещё уточняется.[источник не указан 1273 дня]

### 2079 год
- 1 мая предсказанное полное солнечное затмение будет наблюдаться в Галифаксе, Новая Шотландия в Канаде.[источник не указан 1273 дня]
- С 6 июня поля типа smalldatetime в базах данных SQL-серверов будут ссылаться на 1 января 1900 года.[источник не указан 1273 дня]
- 11 августа Меркурий затмит Марс[2] впервые после 578 года. Это редкое, но хорошо наблюдаемое затмение планет в XXI веке.